# Mini Moni Telephone! Rin Rin Rin / Mini Moni Bus Guide
Singles par Mini Moni
Mini Moni Jankenpyon! (...)
(2001) Mini Hams no Ai no Uta
(2001)
 Mini Moni Telephone! Rin Rin Rin / Mini Moni Bus Guide  (ミニモニ。テレフォン! リンリンリン/ミニモニ。バスガイド, ou Minimoni Telephone! Rin Rin Rin / Minimoni Bus Guide) est le 2e single du groupe Mini Moni, sous-groupe de Morning Musume.

## Présentation
Le single sort le 12 septembre 2001 au Japon sous le label Zetima, écrit et produit par Tsunku. Il atteint la 1re place du classement de l'Oricon. Il se vend à 171 190 exemplaires la première semaine, et reste classé pendant seize semaines, pour un total de 341 560 exemplaires vendus durant cette période ; il restera le deuxième disque le plus vendu du groupe. Il sortira aussi au format "Single V" (VHS et DVD) un mois plus tard, le 24 octobre 2001, contenant les clips vidéo des deux chansons.
C'est un single "double face A", contenant deux chansons et leurs versions instrumentales.
Les deux chansons figureront sur le premier album du groupe, Mini Moni Song Daihyakka Ikkan qui sortira un an plus tard. La première chanson, Mini Moni Telephone! Rin Rin Rin, l'une des plus populaires du groupe, figurera auparavant sur la compilation commune Petit Best 2 ~3, 7, 10~ qui sortira en fin d'année.
Membres du groupe
Mari Yaguchi ; Nozomi Tsuji ; Ai Kago ; Mika Todd

## Liste des titres
Toutes les chansons sont écrites et composées par Tsunku, les arrangements sont de Takao Konishi.
| 1. | Mini Moni Telephone! Rin Rin Rin (ミニモニ。テレフォン! リンリンリン)         | 3:05 |
| 2. | Mini Moni Bus Guide (ミニモニ。バスガイド)                                    | 3:50 |
| 3. | Mini Moni Telephone! Rin Rin Rin (Original Karaoke) (...オリジナル・カラオケ) | 3:05 |
| 4. | Mini Moni Bus Guide (Original Karaoke) (...オリジナル・カラオケ)              | 3:49 |

| 1. | Mini Moni Telephone! Rin Rin Rin (ミニモニ。テレフォン! リンリンリン) (clip vidéo)                     |  |
| 2. | Mini Moni Bus Guide (ミニモニ。バスガイド) (clip vidéo)                                                |  |
| 3. | Mini Moni Telephone! Rin Rin Rin (Minna de Odorimashō! Version) (...みんなで踊りましょう!ヴァージョン) |  |